# AS Aviakompania
AS Aviakompania is een Oekraïense luchtvaartmaatschappij met haar thuisbasis in Borodjanka.

## Geschiedenis
AS Aviakompania is opgericht in 1997.

## Vloot
De vloot van AS Aviakompania bestaat uit:(mrt.2007)
- 1 Antonov AN-30(A)